# Vassili Radlov
Vassili Vassilievitch Radlov (de son nom de naissance Friedrich Wilhelm Radloff), né le 17 janvier 1837 à Berlin et décédé le 12 mai 1918 à Pétrograd, est un orientaliste prussien devenu sujet de l'Empire russe. Il est considéré comme le fondateur de la turcologie (l'étude scientifique des peuples turcs).

## Biographie
Wilhelm Radloff naît comme fils unique d'un commissaire de police de Berlin et officier de réserve.
Après ses études secondaires dans un Gymnasium de Berlin, il commence à s'orienter en 1854 vers des études de théologie, mais il se dirige ensuite vers la philologie et la philosophie et surtout vers les langues orientales qu'il avait abordées avec l'étude de l'hébreu biblique. Cependant il se spécialise dans les langues altaïques auprès de Wilhelm Schott (de) et il se tourne vers le turc, le mongol, ainsi que le mandchou. Plus tard dans sa carrière il apprend le chinois, l'arabe et le persan, et bien sûr le russe, lorsqu'il s'installera en Russie. Il s'intéresse au cours de ses études aux langues toungouses. Il reçoit son habilitation à l'université d'Iéna en 1858 et se fiance avec la fille d'un instituteur, Pauline Fromm.
Peu après, Radloff part pour Saint-Pétersbourg, où la faculté des langues orientales a été inaugurée en 1855. Il s'inscrit donc aux cours de professeurs renommés, comme Mirza Kazem-Bek, Daniel Chwolson, Otto von Böhtlingk, etc. Il prend part à plusieurs expéditions, comme celle de Leopold von Schrenck dans la région de l'Amour ou celle de Friedrich Schmidt en Sibérie. Il approfondit aussi ses connaissances au musée Asiatique de l'Académie impériale. Il arrive à financer ses études en donnant des cours privés d'allemand et de latin.
Il commence sa carrière en tant qu'enseignant d'allemand et de latin à l'Académie des Mines de Barnaoul (où il demeure jusqu'en 1871), après avoir passé l'examen de professeur de lycée le 14 mai 1859 et être devenu sujet de l'empire russe, le 11 mai 1859, sous le nom de Vassili Vassilievitch Radlov. Il s'intéresse de plus en plus aux peuples sibériens, publiant une première monographie en 1884. Par la suite, pendant quarante ans, il étudiera le folklore des peuples turcophones et publie une partie de son étude comparative des langues turques.
Il retourne à Saint-Pétersbourg en 1884, où il est élu académicien ordinaire de l'Académie impériale des sciences, le 7 novembre de cette année. Il est nommé directeur du musée Asiatique de l'Académie (1885-1890), succédant à Ferdinand Johann Wiedemann. Il fait une expédition en Crimée en 1886 pour étudier la langue tatare de Crimée, puis une autre en 1887 en Livonie et en Volhynie pour étudier le karaïm. Son expédition la plus importante de ces années s'effectue en 1891 jusqu'en Mongolie, au cours de laquelle il découvre les inscriptions de l'Orkhon, en chemin sur le cours supérieur de l'Iénisseï et dont il est le premier à publier les résultats.
Il n'enseigna jamais à la faculté des langues orientales de Saint-Pétersbourg, mais il reçut des étudiants, en particulier de turcologie, pour des entretiens privés, comme Ivan Zaroubine.
Il fut directeur du Musée d'ethnographie et d'anthropologie de l'Académie des sciences de Russie à partir de 1894, succédant à Leopold von Schrenck. Il était membre de nombreuses sociétés savantes russes et européennes.
Il est enterré au cimetière luthérien de Saint-Pétersbourg.

## Quelques publications
- Proben der Volkslitteratur der türkischen Stamme Süd-Sibiriens, Band 1-8, Band 10, Sankt Petersburg 1866-1904 (und Übersetzung, 8 Teile)
- Vergleichende Grammatik der nördlichen Türksprachen. Teil 1: Phonetik. Leipzig, 1882 — 1883
- Wörterbuch der Kinai-Sprache, Sankt Petersburg, 1874
- Анализ болгарских числительных имен, в известиях Албекри и др. авторов (1878)
- Die Lautalternation und ihre Bedeutung für die Sprachenentwickelung («Verhandlungen des fünften internationalen Orientalisten-Congresses»), Berlin, 1882
- Zur Sprache der Komanen («Internationale Zeitschrift fur allgemeine Sprachwissenschaft»), Leipzig, 1884-1885
- Versuch eines Wörterbuches der Turkdialecte, 4 Bände, Sankt Petersburg 1888-1905
- Die alttürkischen Inschriften der Mongolei Sankt Petersburg 1894, 1899
- Observations sur les Kirghis Paris, 1864
- Мифология и миросозерцание жителей Алтая («Восточное Обозрение», 1882, №7 и 8, 1883, №8) [Mythologie et conception du monde des habitants de l'Altaï ]
- Ethnographische Übersicht der Türkstämme Sibiriens und der Mongolei, Leipzig 1883
- Aus Sibirien Leipzig, 1884 (eine russische Version erschien 1989)
- Das Schamanentum und sein Kultus Leipzig, 1885
- Сибирские древности (в «Материалах по археологии России, издаваемых Императорской археологической комиссией»), Санкт-Петербург, 1888 [Antiquités sibériennes]
- Altas der Altertümer der Mongolei Sankt Petersburg, 1892
- Die jakutische Sprache in ihrem Verhältnisse zu den Türksprachen. St.-Pétersbourg: (Acad. Imp. d. sciences), 1908
- Das Kudatku Bilik [Qutad·gu bilig] des Jusuf Chass-Hadschib [J¯usuf H¯a.s.s .H¯agib]. St. Petersburg: (Kaiserl. Akad. d. Wiss.), 1910